# أمزيكو

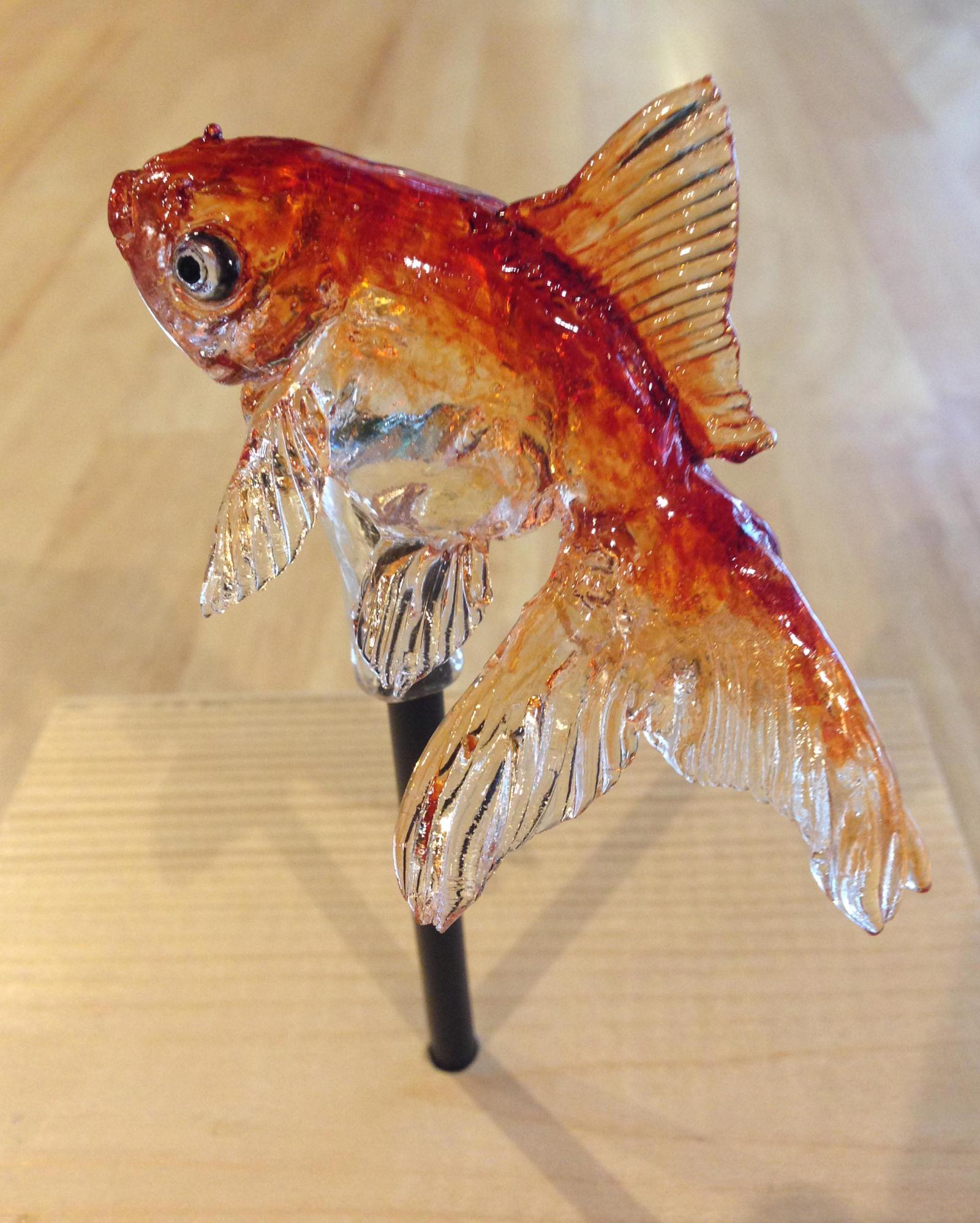
امزيكو لسمكة ذهبية للفنان شينري تزوكا

امزيكو (باليابانية: 飴細工) هي حرفة فنية يابانية تستخدم الحلوى. الفنان يأخذ حلوى متعددة الألوان، وباستخدام أيديهم وادوت أخرى مثل: ملاقط ومقاصات، يصنع منحوتة. فنانو إل امزيكو أيضا يرسمون حلاوتهم المنحوتة مع الإصباغ الصالحة للأكل لتعطي مزيدا من الصفات على العمل المنجز. الحيوانات والحشرات هم أكثر إشكال إل امزيكو المصنوعة لجذب الأطفال. بعض فنانين ال امزيكو هم أيضا من فناني الشوارع الذين يؤدون الحيل السحرية ويروي قصص جنبا إلى جنب مع الترفيه الحلوى الخاصة بهم.

## التاريخ
خلال فترة هييان، تم استخدام فن ال امزيكو في اليابان لعروض الحلوى المصنوعة في المعابد في كيوتو. وانتشرت سفينة الأمزيكو خارج المعبد خلال فترة إيدو، حيث ازدهرت أشكال كثيرة من أداء الشارع في اليابان.

## طريقة الإعداد
يتم إعداد قاعدة الحلوى مسبقًا، وباستخدام وصفة شراب النشويات التي تتطلب مراقبة دقيقة لضمان الاتساق والمظهر المناسبين. يتم تعجين الخليط وسحبه باليد، ويتم تشكيله في كرة كبيرة ليتم تخزينها حتى تصبح جاهزة للاستخدام، في الكشك، يتم تسخين كرة الحلوى لجعلها مرنة مرة أخرى. يضع الفنان يده في الكتلة الساخنة لقرص المواد الضرورية؛ هذا أيضا مهارة، كما يجب على الفنان أن يتعلم تحمل الحرارة المؤلمة للوسط. تتدحرج الحلوى الساخنة بسرعة وتُثبَّت على عصا، ثم تُسحب وتلتوي وتُقطع إلى الشكل، وعادة ما تكون حيوانًا من نوع ما وغالباً ما تكون معقدة. السرعة ضرورية للفن لأن النحت يجب أن يكتمل قبل أن تبرد الحلوى وتصلب مرة أخرى.
طريقة واحدة كانت تستخدم سابقا في نحت ال امزيكو كانت تهب في الحلوى عن طريق القش، على غرار نفخ الزجاج. تم حظر هذه الممارسة في النهاية في الياباناليابان على أنها غير صحية، على الرغم من أنه يمكن استخدام وسائل أخرى لإدخال الهواء المنفوخ.

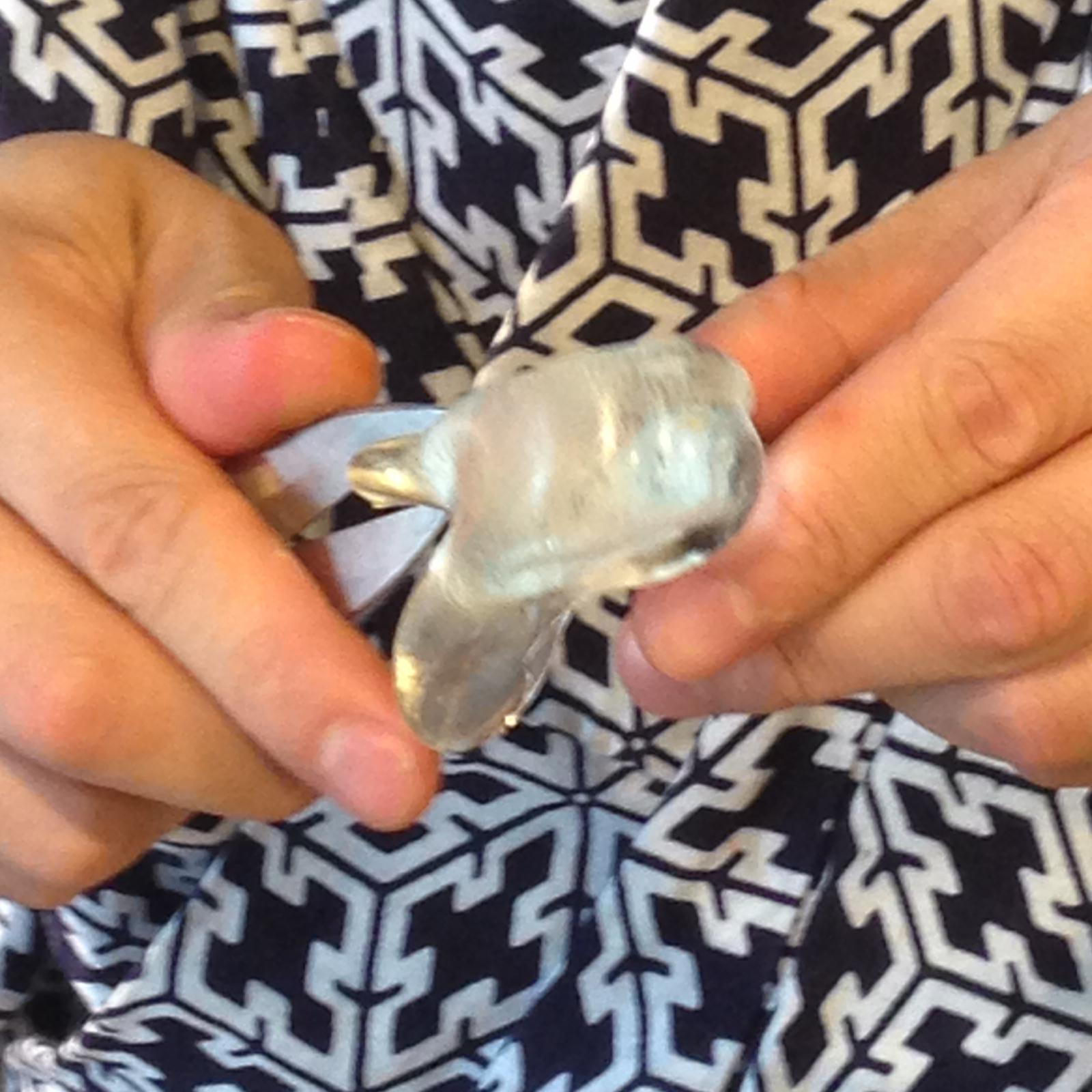
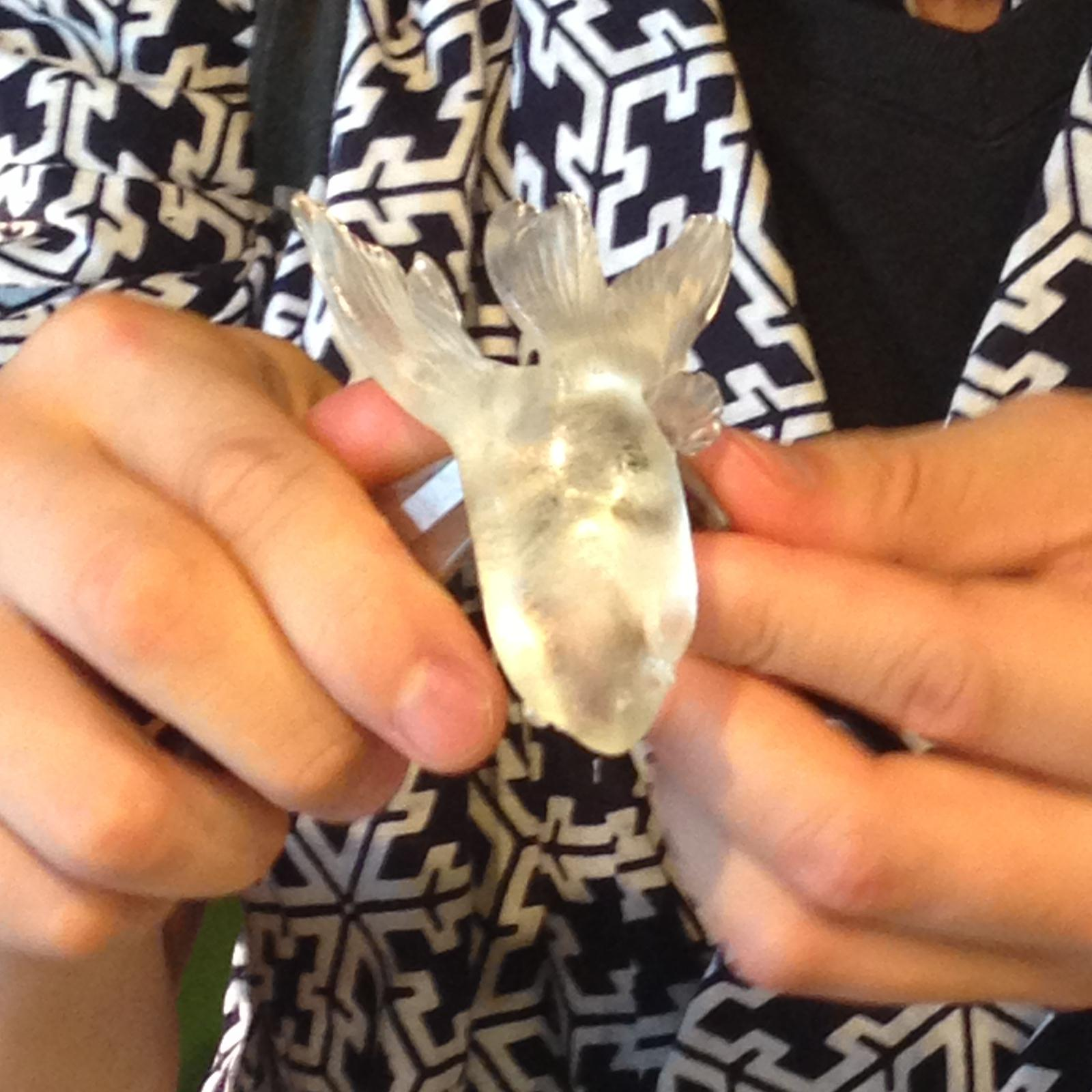
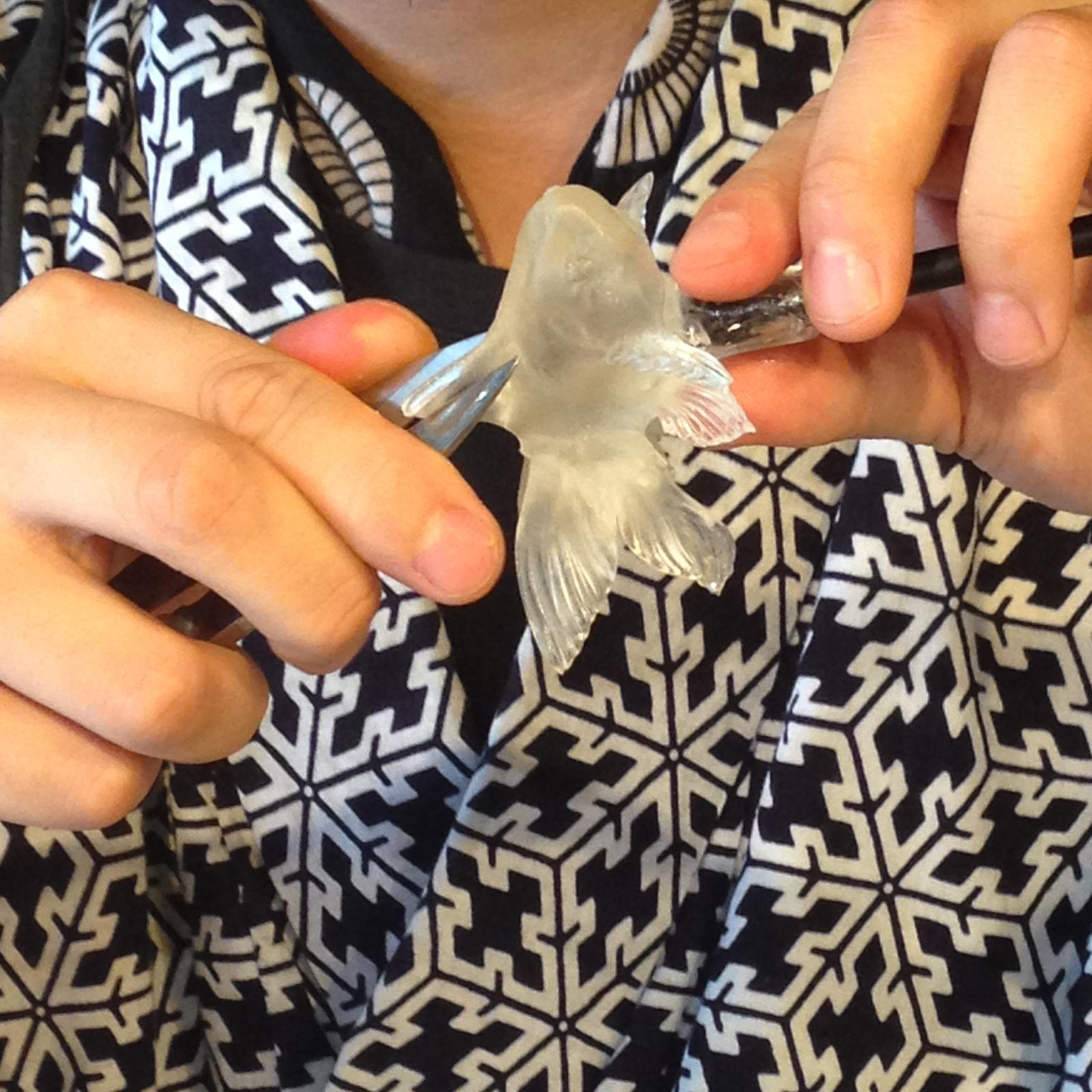
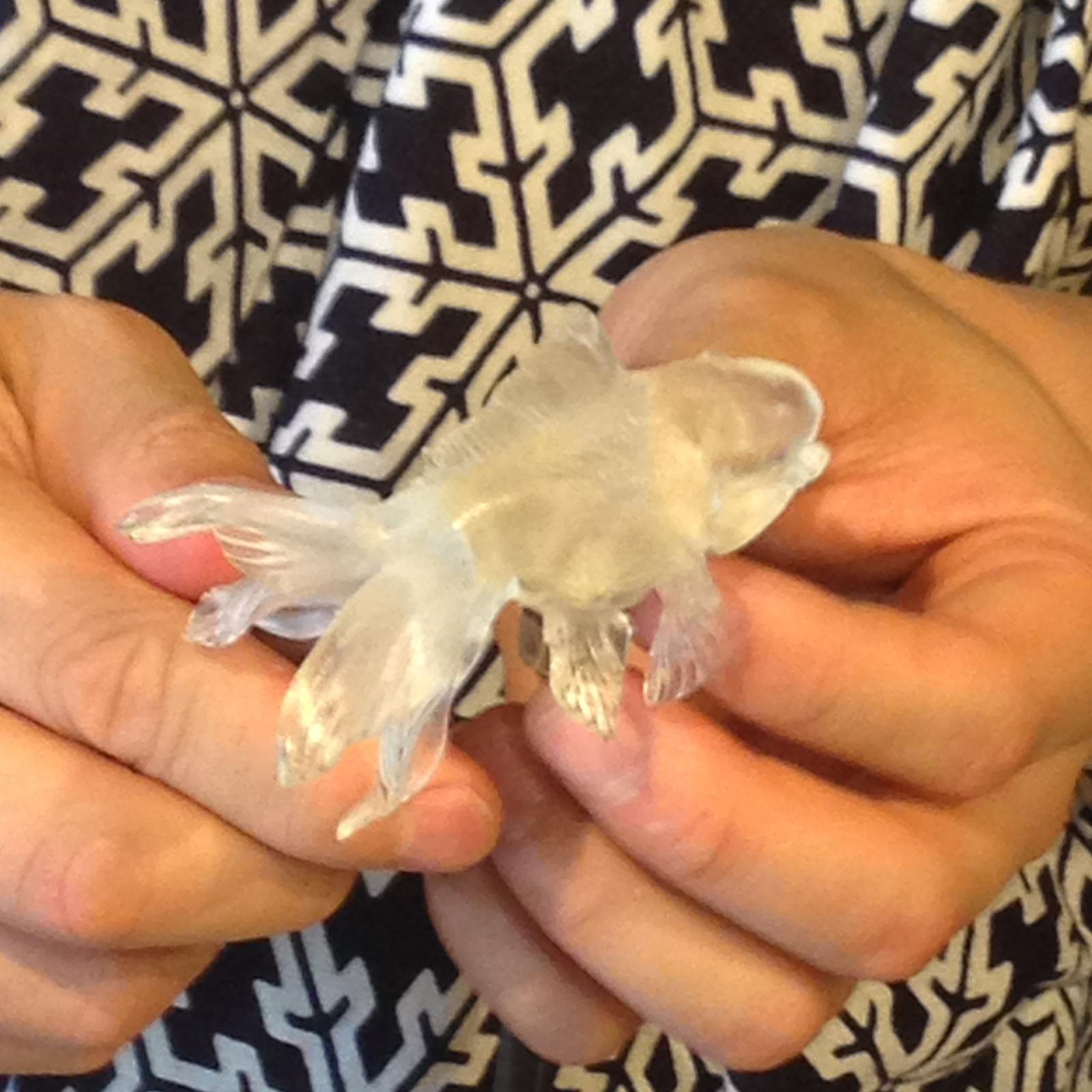
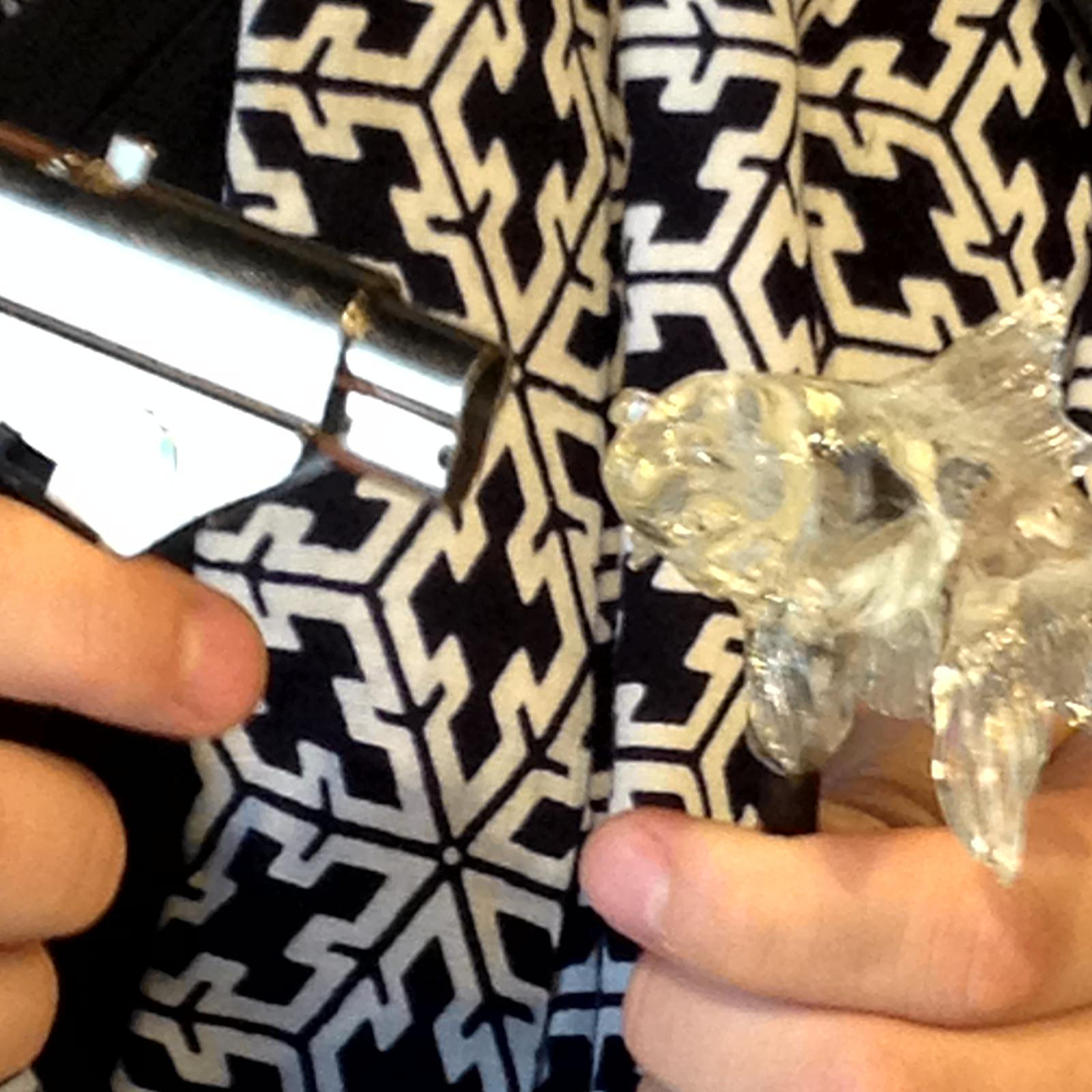
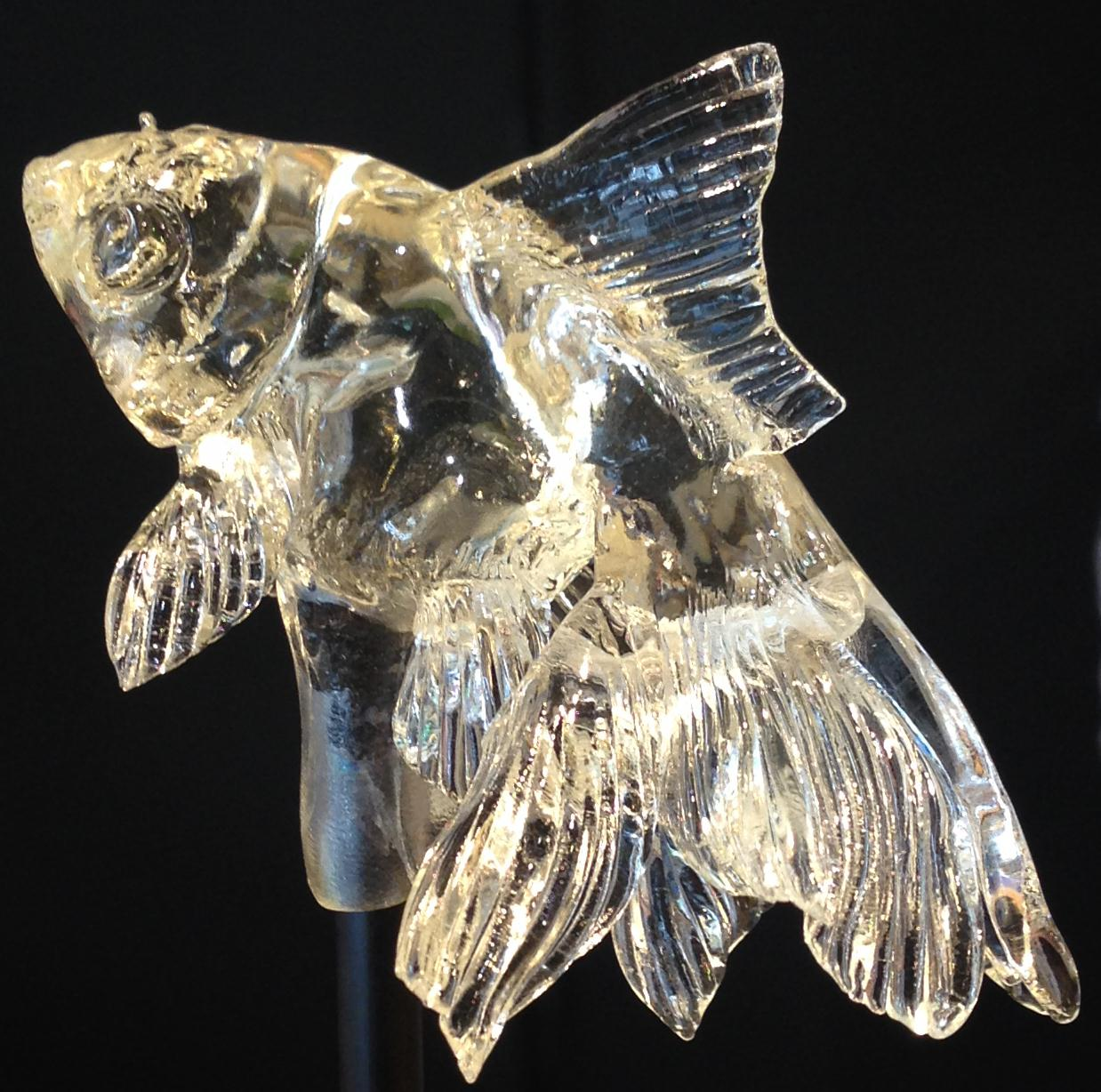

## وصلات خارجية
- صور فنية للأمزيكو في مهرجان